# Colobothea andina
Colobothea andina là một loài bọ cánh cứng trong họ Cerambycidae.